# Marius Perret
Marius Perret, né le 28 décembre 1851 à Moulins dans l’Allier et mort le 24 septembre 1900 à Sinanglaija (Java), est un peintre de marines français.

## Biographie
Marius Perret, né le 28 décembre 1851 à Moulins (Allier),,.
Marius Perret fut bachelier en lettres en 1869 avec la mention assez-bien et bachelier en sciences en 1871 avec la mention passable. Inscrit à la faculté de Médecine de paris, il fut reçu au concours pour l'Externat en 1873, arrivant  83e sur 159 candidats reçus. Parallèlement à ses études de médecine, Marius Perret intègre l’école des Beaux-Arts où il est l'élève d'Alexandre Cabanel.
De 1884 à 1886, il passe trois années dans le Sahara algérien, à Laghouat, au Mzab et chez les Châoumbas. Les toiles rapportées de ce voyage, sont récompensées à l'Exposition universelle de Paris de 1889 et cette même année il entame sa collaboration au journal Le Tour du monde.
En 1890, il obtient une mention honorable au Salon des artistes français pour une série de dessins sur les Algériens du Mzab, une bourse de voyage de la 4e exposition Blanc et Noir,.
En décembre 1890, Perret rejoint le Sénégal (sans mission payée) et se joint à l’expédition du colonel Alfred Dodds au cours de laquelle il doit suppléer le médecin du bataillon. Au cours de son séjour sénégalais, il peint le quotidien des pêcheurs de Guet n’Dar, quartier de Saint-Louis. En 1891, il suit toute la colonne du Fouta (colonel Dodds) et effectue une expédition chez les Maures Dowaïch avec les indigènes sénégalais.
« Au sujet de mon voyage au Sénégal (...) je suis le premier peintre qui ait séjourné dans la Colonie », écrit-il au ministre.
En 1892, il obtient une médaille de 3e classe au Salon des Champs-Élysées et le prix Raigecourt-Goyon (paysage) pour le tableau intitulé Le départ des pirogues pour la pêche à Guet n'dar au Sénégal. Ce tableau acquis par la Direction des Beaux Arts a été affecté au Musée naval du Louvre. Il est désormais conservé au musée d'Orsay.
En 1893, il participe au premier Salon de la Société des peintres orientalistes français au Palais de l'Industrie à Paris.
Après l'Afrique, il part en Asie où il est emporté par un accès de fièvre chaude à Sindanglaija (Java) le 24 septembre 1900,,.
Le diorama de Djibouti présenté à l'Exposition universelle de 1900 (Pavillon des quatre petites colonies) a été exécuté, non par lui, mais d'après ses maquettes, par Henri d'Estienne. Il obtient à cette occasion une Médaille d'Argent dans la catégorie "Peintures, cartons et dessins".

## Peintre de la Marine
Il est nommé Peintre de la marine et des colonies le 1er octobre 1892.
Une exposition rétrospective de ses œuvres a eu lieu au Grand Palais du 20 février au 12 mars 1902 à l'Exposition des peintres orientalistes.

## Œuvres
- Tirailleurs sénégalais en arrière-garde, campagne du Fouta, colonne Dodds, vers 1894, huile sur toile, 0,745m x 1,655m, Paris, musée d'Orsay[15]
- Tirailleurs sénégalais en arrière-garde, esquisse, Pau, musée des beaux-arts[16]
- Le départ des pirogues pour la pêche à Guet n'dar au Sénégal, 0,805m x 1.605 m, longtemps exposé au musée national de la Marine, est conservé au musée d'Orsay[17]
- Musicienne vietnamienne assise jouant du luth, vers 1902, aquarelle et gouache, 0,378m x 0,263m, Louvre[18]
- Deux danseuses cambodgiennes, 1900, aquarelle et gouache, 0,475m x 0,336m, Louvre[19]
- Bateau de fête vu de la proue, peinture à l'huile, 0,263m x 0,368m, Louvre[20]
- Bateau de fête vu de la poupe, Louvre[21]
- Musicienne vietnamienne assise, jouant de la flûte, Louvre[22]

## Hommages
Une rue portant son nom a été inaugurée dans sa ville natale de Moulins en juillet 2014.

## Galerie

Œuvres de Marius Perret
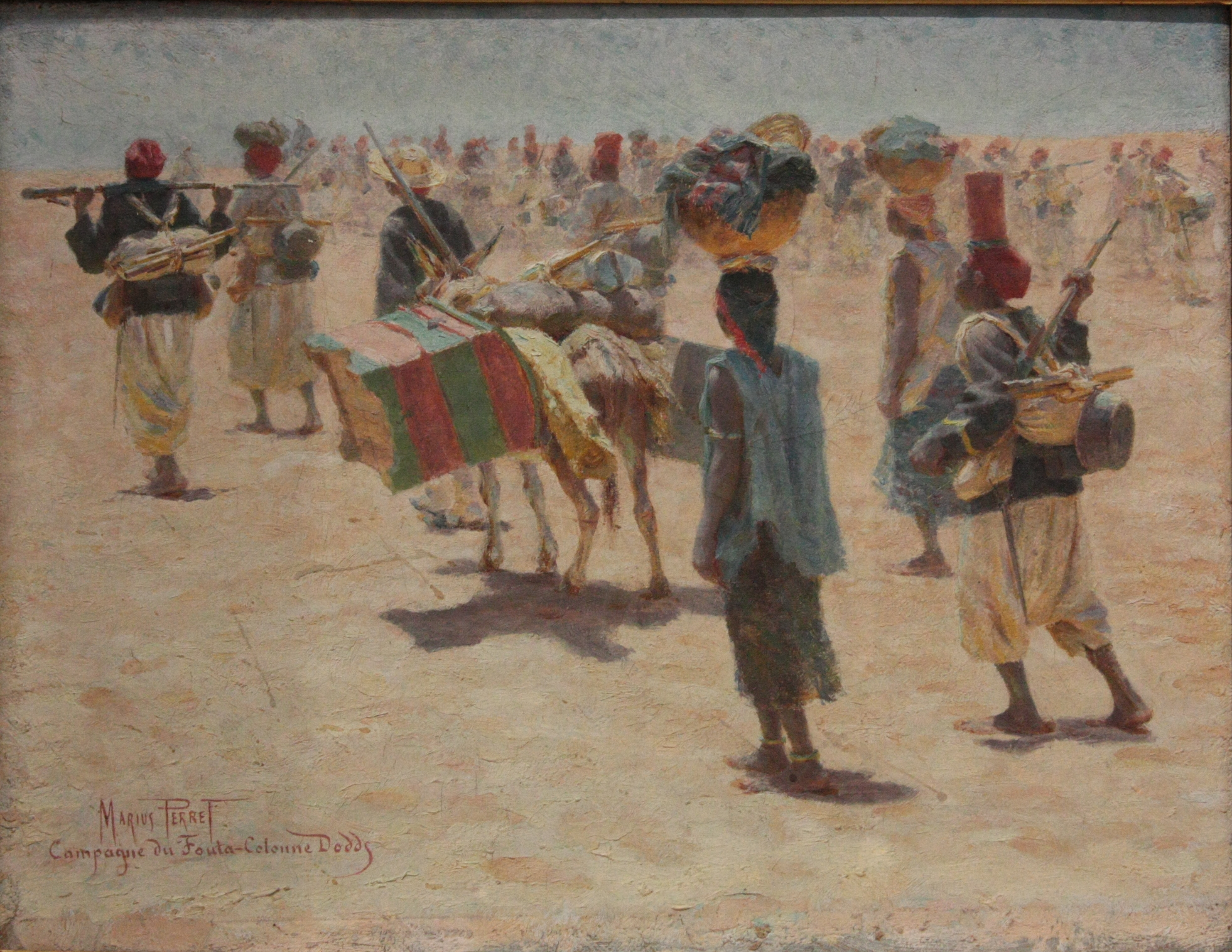
Tirailleurs sénégalais en arrière-garde, esquisse, 1895, Musée des beaux-arts de Pau